# Convento di Santa Maria delle Grazie (Salerno)
Il convento di Santa Maria delle Grazie è un complesso che sorge in largo Luciani, nel centro storico di Salerno.

## Il convento
Fu fondato grazie alla donazione di alcuni immobili che il presbitero Marotta aveva fatto nel 1506 alla Congregazione del beato Pietro da Pisa dell'Ordine dei Gerolimiti affinché vi sorgessero un convento e una chiesa intitolati alla Madonna delle Grazie. Il convento rimase attivo fino al 1807 quando fu soppresso e divenne presidio militare, per poi essere ripristinato dal Re di Napoli, che lo cedette ai frati minori osservanti del convento di San Nicola. Nel 1861 divenne Ospizio ed oggi ospita la Pia Casa di Ricovero.

### Architettura
Il continuo cambiamento di destinazione d'uso ha alterato l'aspetto originario della struttura che però si riconosce in alcuni dettagli come i soffitti voltati, il portico con volte a crociera che dà sul giardino e il passaggio interno che porta al coro della chiesa di Santa Maria delle Grazie.

## La Chiesa
La chiesa probabilmente è posteriore all'anno 1507 quando l'atto di Marotta divenne operativo. Nel 1838 e nel 1954 ha subito dei restauri perché pericolante. 

### Architettura
La chiesa si presenta a pianta rettangolare con unica navata sormontata da un soffitto a cassettoni decorato con affreschi eseguiti nel 1881 dal pittore salernitano D'Agostino che decorò anche il Teatro Verdi e la volta della biblioteca del seminario arcivescovile. La navata si conclude con l'abside poligonale con arco trionfale impostato su pilastri, in cui è situato l'altare di marmo donato alla chiesa nel 1818 dal re Ferdinando I. Sui due lati della navata si aprono tre cappelle con volte a botte. Sull'altare si trova la tavola raffigurante la Madonna delle Grazie attribuita a Marco Cardisco.